# Schelesnowodsk
Schelesnowodsk (russisch Железноводск) ist eine Stadt in der Region Stawropol (Russland) mit 24.433 Einwohnern (Stand 14. Oktober 2010).

## Geografie
Die Stadt liegt in den nördlichen Vorbergen des Großen Kaukasus, die südlich des Ortes mit dem Beschtau 1400 Meter Höhe erreichen, etwa 190 km südöstlich der Regionshauptstadt Stawropol.
Schelesnowodsk ist der Region administrativ direkt unterstellt.
Schelesnowodsk ist Endpunkt einer kurzen Zweigstrecke, die bei der Station Beschtau von der Eisenbahnstrecke Mineralnyje Wody–Pjatigorsk–Kislowodsk abzweigt.

## Geschichte
1810 wurden erstmals die Heilwässer auf dem Gebiet der heutigen Stadt Schelesnowodsk vom deutsch-russischen Arzt Friedrich Joseph Haass (russisch Фёдор Петрович Гааз/Fjodor Petrowitsch Gaas; 1780–1853; seit 1806 in russischen Diensten) entdeckt und beschrieben. 1823 wurden weitere Quellen entdeckt.
1842 wurde der Kurort offiziell gegründet und zunächst Schelesnowodskaja sloboda genannt (von russisch scheleso für Eisen und woda für Wasser; der Berg nördlich des ursprünglichen Kurorts heißt Schelesnaja, Eisenberg).
Ab Ende des 19. Jahrhunderts besaß der Ort den Status einer Staniza; 1917 wurde das Stadtrecht verliehen.
Im Zweiten Weltkrieg wurde Schelesnowodsk am 10. August 1942 von der deutschen Wehrmacht besetzt und am 12. Januar 1943 von Truppen der Transkaukasusfront der Roten Armee zurückerobert. Während der Kämpfe wurde die Stadt erheblich zerstört, nach dem Krieg jedoch wieder aufgebaut.
Bei einem Treffen am 16. Juli 1990 zwischen dem damaligen Bundeskanzler Helmut Kohl und dem damaligen sowjetischen Präsidenten Michail Gorbatschow wurden die letzten Hindernisse, wie die NATO-Mitgliedschaft Gesamtdeutschlands, auf dem Weg zur deutschen Einheit beseitigt und der Durchbruch in den Verhandlungen mit der Sowjetunion erzielt.

### Bevölkerungsentwicklung
| Jahr | Einwohner |
| ---- | --------- |
| 1897 | 300       |
| 1939 | 7.427     |
| 1959 | 11.927    |
| 1970 | 18.795    |
| 1979 | 23.537    |
| 1989 | 28.460    |
| 2002 | 25.135    |
| 2010 | 24.433    |
| 2017 | 25.203    |

Anmerkung: Volkszählungsdaten (1897–1939 gerundet)

## Kultur und Sehenswürdigkeiten

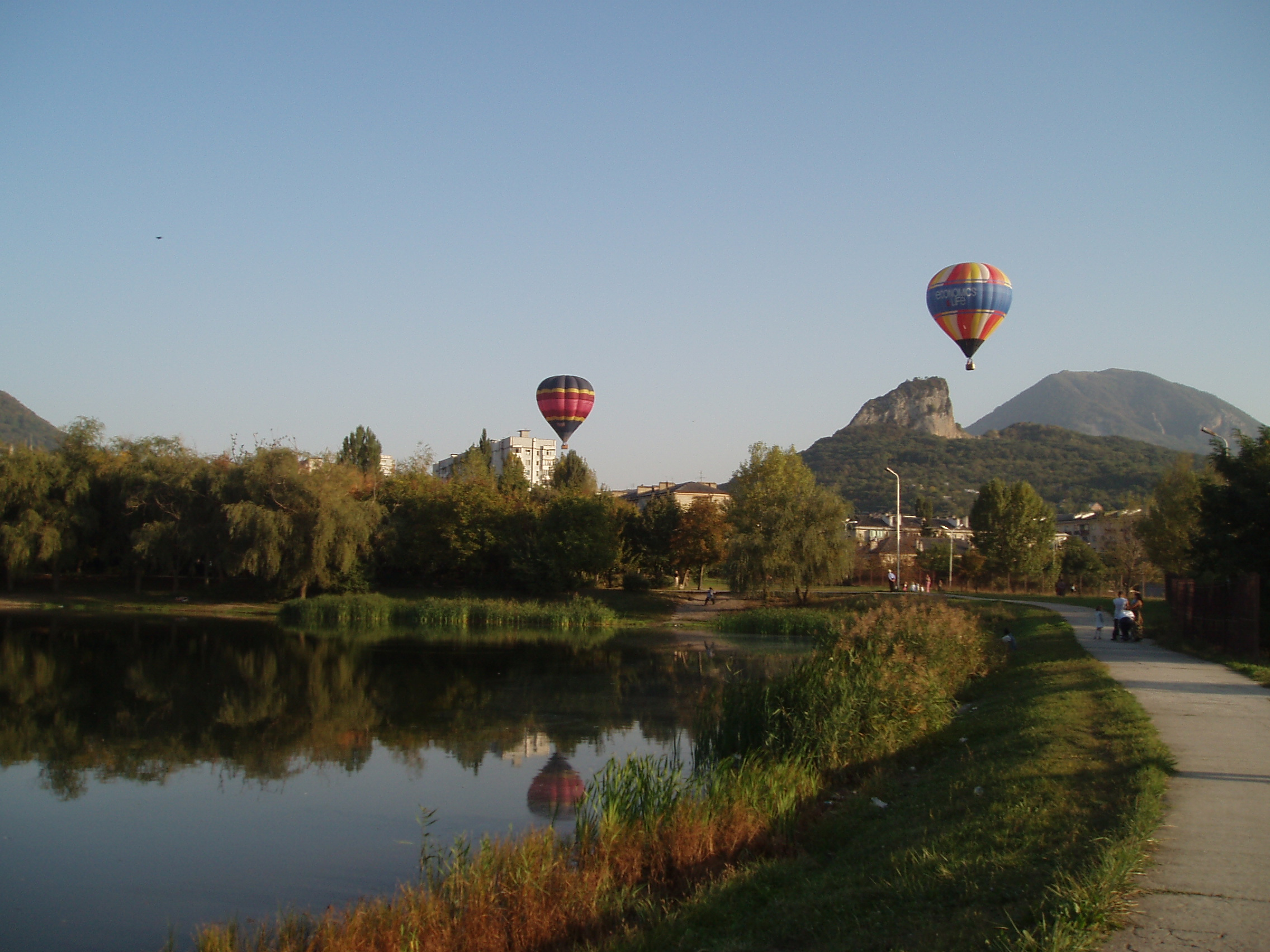
Heißluftballons über Schelesnowodsk

In Schelesnowodsk ist eine Reihe der Kurgebäude aus dem 19. und frühen 20. Jahrhundert erhalten, so das Alte Barjatinbad (Старобарятинские ванны) von 1856, das Slawjanowbad (Славяновские ванны) von 1875, das Ostrowskibad (Островские ванны) von 1893 sowie das Sommerhaus des Emirs von Buchara aus dem Jahre 1907.
Der Kurpark im Ostteil der Stadt wurde ebenfalls im 19. Jahrhundert angelegt und in den 1930er Jahren um Springbrunnen und Wasserbecken im Stil des „stalinistischen Neoklassizismus“ erweitert. Hier befindet sich auch die eiserne Puschkingalerie, die 1896 nach der Allrussischen Industrie- und Handwerksausstellung in Nischni Nowgorod gekauft und hier bis 1902 wiedererrichtet wurde und heute u. a. für Konzertveranstaltungen genutzt wird.
Die Stadt besitzt ein Heimatmuseum. Die ehemalige Poststation wurde ebenfalls als Museum hergerichtet.

## Wirtschaft
Schelesnowodsk gehört als einer der Kaukasischen-Mineralwässer-Kurorte (= Kawminwody, die anderen sind Pjatigorsk, Kislowodsk und Jessentuki) zu den bedeutendsten balneologischen Kurorten Russland. Als solcher hat Schelesnowodsk den Status eines Föderalen Kurorts. Hier werden auf Grundlage von 24 kalten und bis zu 55 °C warmen Heilquellen Erkrankungen des Verdauungstraktes, der Harnwege sowie des Stoffwechsels behandelt.
In sechs Fabriken werden verschiedene Mineralwässer zudem in Flaschen abgefüllt (Slawjanowskaja, Smirnowskaja, Nagutskaja u. a.)

## Söhne und Töchter der Stadt
- Jaroslaw Prochanow (1902–1965), russischer Botaniker[2]
- Wassili Blücher (1928–2013), russischer Wissenschaftler;[3] Sohn von Wassili Blücher
- Alexei Lyssjakow (* 1969), russischer Politiker; Mitglied der Duma von 2011 bis 2016[4]
- Wladimir Rschewski (* 1987), russischer Fußballspieler[5]